# ザ・グラッジ 死霊の棲む屋敷
『ザ・グラッジ 死霊の棲む屋敷』（ザ・グラッジ しりょうのすむやしき、The Grudge）は2020年のアメリカ合衆国のホラー映画。監督はニコラス・ペッシェ、主演はアンドレア・ライズボローが務めた。本作は2000年に発表された映画『呪怨』を原作としており、ハリウッドで製作されたシリーズ作品としては4作目に当たる。また、本作はシリーズをリブートする作品でもある。

## ストーリー
変死体が発見されたという一報を受け、マルドゥーン刑事は現場へ急行した。現場の近くには「その屋敷に足を踏み入れた者は怨霊によって惨殺される」と噂される屋敷があった。マルドゥーンは捜査のために屋敷へ入ったが、手掛かりとなりそうなものはなかった。
帰宅後、マルドゥーンは屋敷から怨霊が自分の後をついてきたことに気が付いた。怨霊はマルドゥーンとその息子（バーク）に容赦なく襲いかかるのだった。
なお、本作のストーリーは①ランダーズ家が遭遇した出来事、②スペンサー家が遭遇した出来事、③マシスン家が遭遇した出来事、④マルドゥーン刑事が遭遇した出来事の4つのストーリーから構成されており、各ストーリーを時系列順に並べると①（2004年）→②→③（2005年）→④（2006年）となっている。ただし、ストーリーは必ずしも時系列順に展開されていない。

## キャスト
※括弧内は日本語吹替声優。
- マルドゥーン刑事 - アンドレア・ライズボロー（庄司宇芽香）
- グッドマン刑事 - デミアン・ビチル（竹田雅則）
- ピーター・スペンサー - ジョン・チョー（浪川大輔）
- ニーナ・スペンサー - ベティ・ギルピン（島田愛野）
- フェイス・マシスン - リン・シェイ（藤貴子）
- ローナ・ムーディ - ジャッキー・ウィーヴァー（犬山イヌコ）
- ウィルソン刑事 - ウィリアム・サドラー（森宮隆）
- ミスター・マシスン - フランキー・フェイソン（俊藤光利）
- バーク - ジョン・J・ハンセン（濱口綾乃）
- フィオナ・ランダーズ - タラ・ウェストウッド（藤貴子[6]）
- 佐伯伽椰子 - ジュンコ・ベイリー
- コール - ナンシー・ソレル（英語版）
- 看護師 - ステファニー・シィ
- グレコ刑事 - ジョエル・マーシュ・ガーランド（真木駿一）
- サム・ランダーズ - デヴィッド・ローレンス・ブラウン
- メリンダ・ランダーズ - ゾーイ・フィッシュ
- フリードマン - ロビン・ルエル
- マイケルズ - ブラッドリー・サワツキー

## 製作

### 構想
2011年8月26日、ゴースト・ハウス・ピクチャーズとマンデート・ピクチャーズがハリウッド版『呪怨』の第4作を企画しており、シリーズをリブートする意向であると報じられた。11月、前3作の製作総指揮を務めたロイ・リーがインタビューで「シリーズの新しい展開についてのアイデアを脚本家たちから聞いている最中だ」という趣旨のことを述べた。
2014年3月20日、グッド・ユニバースとゴースト・ハウス・ピクチャーズがハリウッド版『呪怨』をリブートする作品を製作することになり、ジェフ・ブーラーが脚本を担当することになったとの報道があった。4月、ブーラーが「リブート版は『呪怨』シリーズの精神を受け継いだ作品だが、ストーリーは過去作のそれと繋がらない全く新しいものになる」という趣旨のことを語った。2017年7月6日、ニコラス・ペッシェが監督に起用され、脚本のリライトを行うことになったと報じられた。

### キャスティング
2018年3月3日、製作サイドがアンドレア・ライズボローの起用を検討していると報じられた。15日、デミアン・ビチルの出演が決まったとの報道があった。4月、ジョン・チョーがキャスト入りした。21日、リン・シェイが本作に出演することになったと報じられた。4月、ジャッキー・ウィーヴァー、フランキー・フェイソン、ウィリアム・サドラー、ベティ・ギルピンらが起用された。

### 撮影・音楽
本作の主要撮影は2018年5月7日にマニトバ州のウィニペグで始まり、同年6月23日に終了した。2019年6月2日、本作の追加撮影が行われた。9月24日、ザ・ニュートン・ブラザーズが本作で使用される楽曲を手掛けるとの報道があった。2020年1月5日、本作のサウンドトラックが発売された。

## 公開・マーケティング
2019年9月20日、本作の劇中写真が初めて公開された。10月28日、本作のオフィシャル・トレイラーが公開された。
当初、本作は2019年8月16日に全米公開される予定だったが、後に公開日は同年6月21日→2020年1月3日に変更されることになった。

## 興行収入
本作は公開初週末に900万ドル前後を稼ぎ出すと予想されていたが、実際の数字はそれを若干上回るものとなった。2020年1月3日、本作は全米2642館で公開され、公開初週末に1140万ドルを稼ぎ出し、週末興行収入ランキング初登場5位となった。

## 評価
本作は批評家から酷評されている。映画批評集積サイトのRotten Tomatoesには55件のレビューがあり、批評家支持率は16%、平均点は10点満点で4.14点となっている。サイト側による批評家の見解の要約は「オリジナリティのない退屈な作品だ。リブート版『呪怨』は才能のある俳優・スタッフを安っぽい恐怖のために無駄遣いしている。本作を鑑賞した者は苛立ちを募らせるかもしれない。」となっている。
Metacriticには21件のレビューがあり、加重平均値は37/100となっている。
CinemaScoreによる評価は、最低のFとなっている。